# Niceforo Melisseno
Niceforo Melisseno (in greco Νικηφόρος Μελισσηνός?; metà dell'XI secolo – Durazzo, 18 ottobre 1081) è stato un generale bizantino, noto per aver tentato di usurpare il trono dei basileis.

## Biografia
Niceforo Melisseno proveniva da parte di madre (da cui prende il patronimico), da un patrizio bizantino dell'VIII secolo, Michele, che fu al servizio dell'imperatore bizantino Costantino V Copronimo (741-775), con il titolo di syngambros. Michele fu padre del patriarca di Costantinopoli Teodoto Cassitera (815-821). Niceforo prima del 1080 sposò Eudocia Comnena, sorella del famoso generale bizantino Alessio Comneno.

L'impero bizantino nel 1081, dopo le guerre civili di Niceforo Melisseno e Alessio I Comneno.

Niceforo Melisseno fece carriera militare divenendo un generale; sotto il regno dell'imperatore Niceforo III Botaniate (1078-1081), era il più importante generale dell'Asia bizantina. Nella primavera del 1080 Melisseno a Nicea si ribellò contro l'imperatore Niceforo III, nominandosi imperatore. Melisseno per conquistare il trono si alleò con il sultano selgiuchide Suleyman ibn Qutulmish (1077-1086), che nel 1077 aveva fondato il sultanato di Rum nei territori da poco persi dall'impero bizantino in Asia Minore. Melisseno, grazie all'alleanza con Suleyman prese la Bitinia senza combattere, visto che la guarnigione della regione era composta da mercenari Turchi Selgiuchidi; questi, quando videro Suleyman, lo accolsero festosamente insieme a Niceforo. Melisseno non riuscì a strappare Costantinopoli a Niceforo III, Solimano lo tradì e non riconsegnò le città bizantine a Melisseno, stabilendo la capitale del sultanato a Nicea. Niceforo III affidò un esercito ad Alessio per sopprimere la rivolta di suo cognato, ma si ammutinò e si autoproclamò anch'egli imperatore. Melisseno inviò un'ambasceria ad Alessio proponendogli un'alleanza, che prevedeva la divisione dell'impero tra loro due: a Melisseno sarebbe andata la parte asiatica dell'impero, mentre la parte europea ad Alessio; ma quest'ultimo non accettò e fece una controproposta, quando sarebbe diventato imperatore gli avrebbe dato il titolo di cesare in cambio della sua fedeltà, Niceforo accettò.
Il 4 aprile 1081 Alessio divenne imperatore (1081-1118), come promesso nominò Niceforo cesare, ma il titolo perse di valore in quanto Alessio creò il titolo di sebastocratore per il fratello Isacco Comneno, il nuovo titolo sostituiva le funzioni del cesare, quest'ultimo titolo rappresenterà da ora in poi solo un alto riconoscimento. Il 18 ottobre 1081 Niceforo prese parte alla battaglia di Durazzo contro i Normanni, che avevano invaso i Balcani minacciando di porre fine all'impero bizantino. Alessio affidò a Niceforo l'ala destra dello schieramento; la battaglia vide la sconfitta dei Bizantini e la morte sul campo di Niceforo.